# Bot Halkett
Un bot Halkett és un tipus de bot inflable lleuger que fou dissenyat pel tinent Peter Halkett (1820-1885) durant la dècada del 1840. Aquests bots intentaven solucionar les dificultats per navegar a l'Àrtida canadenca: es necessitava una embarcació prou lleugera per ser transportada per terra i prou robusta per ser utilitzada en les extremes condicions meteorològiques de la zona.
El primer disseny de Halkett consistia en un bot plegable i inflable fabricat en tela impregnada de cautxú. Quan estava desinflat, el buc del bot es podia dur a sobre com si fos un abric o una capa; el rem, com un tirapeu, i la vela i el pal, com un paraigua. Només hi cabia una persona. Halkett, encoratjat per la positiva rebuda, va dur a terme millores: el model següent era per a dues persones i prou petit per cabre en una motxilla i poder ser utilitzat, un cop desinflat, com a manta impermeable.
Encara que fou ben rebut pels exploradors canadencs, el mercat per a aquests dissenys era molt limitat i Halkett no va ser capaç de persuadir la Royal Navy del Regne Unit de la seva utilitat per als serveis navals. Tampoc no va aconseguir vendre'ls com a plataformes per a la pesca o la cacera d'ànecs, per la qual cosa els bots Halkett van resultar un fracàs comercial. En l'actualitat només se'n conserven dos: el de l'exporador orcadià John Rae, que es troba al Museu de Stromness (Escòcia), i el que hi ha a la col·lecció de la Companyia de la Badia de Hudson del Museu de Manitoba (Canadà).

## Peter Halkett
Peter Halkett era tinent de la Royal Navy britànica durant la dècada de 1840. El seu pare, John Halkett, va ser director de la Companyia de la Badia de Hudson i va viure al Canadà uns quants anys abans de tornar a Anglaterra. Peter va mostrar des de jove un gran interès per l'exploració de l'Àrtida canadenca i, particularment, per la desastrosa expedició Coppermine duta a terme els anys 1819-1822 i capitanejada per John Franklin.

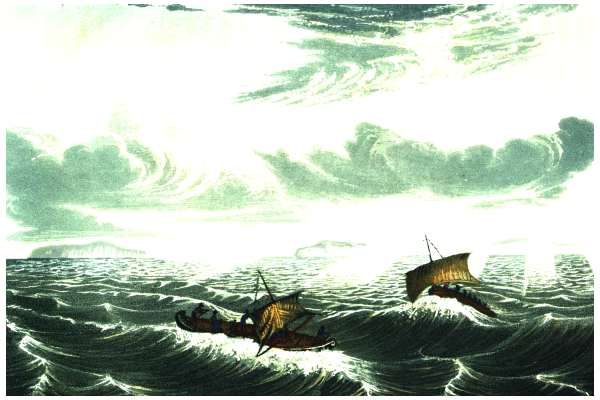
La destrucció de les canoes de John Franklin en una tempesta va inspirar Halkett per buscar alternatives més robustes i transportables als bots de fusta tradicionals.

L'expedició de Franklin, que se centrà en la costa nord del Canadà a la recerca del pas del Nord-oest i durà tres anys, havia acabat en tragèdia, incloent-hi acusacions d'assassinat i canibalisme. Van morir onze dels vint membres de l'expedició i els supervivents es van veure obligats a menjar líquens, les seves pròpies botes i les restes de caps de bestiar podrits abandonats pels llops. El grup havia quedat encallat a la vora equivocada del riu Coppermine després que les seves embarcacions fossin destruïdes en una tempesta; el naturalista John Richardson va intentar nedar cap a la vora segura, però va patir una severa hipotèrmia. Un altre dels membres de l'expedició va construir una petita canoa amb lona i fusta de salze, que finalment va permetre als supervivents travessar el riu d'un en un.
Halkett era un inventor aficionat que mentre donava servei a la Marina va dedicar el seu temps lliure a resoldre el problema de dissenyar un bot que fos al mateix temps petit i lleuger, de tal manera que pogués ser transportat fàcilment a peu per l'agrest terreny del nord del Canadà, però que també fos prou robust per transportar els ocupants per l'aigua. La seva solució va ser un bot en el qual tots els components eren alhora peces de roba o accessoris que es podien dur fàcilment.
Després del fracàs comercial del bot, Halkett va inventar altres eines d'ús navilier, com diversos aparells per fer emergir i submergir objectes pesants. Va morir el 23 de març de 1885 a Torquay, Anglaterra.

## Bot-mantell

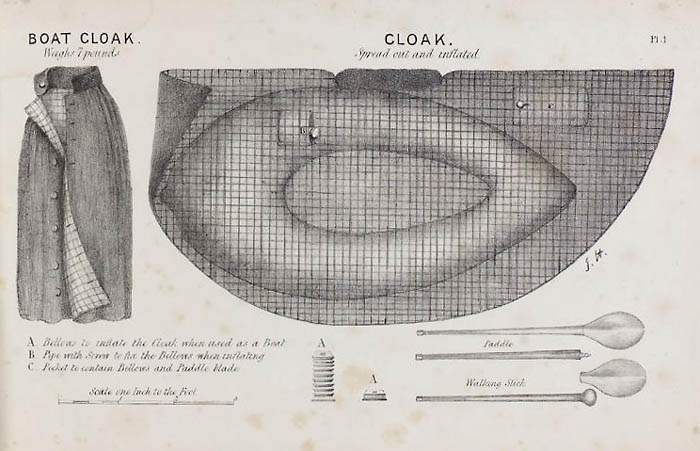
El mantell dissenyat per Halkett, en la seva forma d'abric impermeable i desplegat com a bot inflable.

La principal novetat de l'invent de Kalkett va ser el mantell impermeable dissenyat a partir de teixit Mackintosh, compost de cotó impregnat amb cautxú dissolt en èter de petroli. El folre contenia un ovoide hermètic a l'aire i a l'aigua dividit en quatre compartiments separats per evitar que es desinflés totalment en cas de punxada, i una butxaca en la qual s'allotjaven una petita fulla de pala –que podia actuar com a rem– i una manxa petita. El portador del mantell també podia dur un bastó o tirapeu que serviria de mànec del rem, i un gran paraigua per usar com a vela ocasional. El mantell pesava en total prop de 3,4 kg i es podia inflar en uns quatre minuts. Una vegada inflat, podia suportar el pes d'entre sis i vuit persones.
A començaments del 1844, Halkett va provar reeixidament un prototip del seu bot al Tàmesi i va remar quinze quilòmetres des de Kew fins al pont de Westminster sense que l'aigua entrés a l'embarcació malgrat haver estat, en les seves pròpies paraules, «avançat i gairebé atropellat per diversos vaixells de vapor metropolitans que naveguen en tots dos sentits i que causen no pas poca commoció en les turbulentes aigües del riu». Animat per aquest èxit, es va endur el prototip a la seva destinació militar; aprofitava qualsevol oportunitat per provar-lo en diferents condicions marítimes. El novembre del 1844, Halkett va voler provar el seu bot en condicions meteorològiques desfavorables a les agitades aigües del golf de Biscaia, aprofitant el viatge cap al Canadà, però el temps va ser inusitadament tranquil. Es va veure obligat a desmuntar el paraigua i el rem; i posteriorment recordaria que «els vents d'aquell dia eren massa civilitzats i la sempre desperta badia estava completament adormida». El prototip va ser rebut positivament pels exploradors; el mateix John Richardson, un dels supervivents de l'expedició Coppermine va escriure:
| «                 | (anglès) Had we been possessed of such a contrivance in our first expedition, I have little doubt of our having brought the whole party in safely. | (català) Si en la nostra primera expedició haguéssim disposat d'aquest giny, tinc pocs dubtes que hauríem portat tot el grup a lloc de manera segura. | » |
| — John Richardson | | |   |

## A l'Àrtida canadenca
Encoratjat per les reeixides proves del bot, Halkett en va dissenyar una versió més gran que cabia en una motxilla. Quan estava inflat, el bot podia transportar dues persones, que remaven una a cada banda. Desinflat, servia com un llençol impermeable que permetia acampar en terrenys humits. L'Almirallat britànic es va mostrar escèptic sobre els potencials usos dels dissenys de Halkett. Sidney Herbert, primer secretari per a l'Almirallat, va escriure a Halkett dient el següent:
| «                                   | (anglès) My Lords are of an opinion that your invention is extremely clever and ingenious, and that it might be useful in Exploring and Surveying Expeditions, but they do not consider that it would be made applicable for general purposes in the Naval Service. | (català) «Els meus senyors són de l'opinió que el teu invent és d'una extraordinària intel·ligència i enginy, i que pot ser útil per a expedicions d'exploració i investigació, però no consideren que pugui ser aplicable als propòsits generals del servei naval. | » |
| — Sidney Herbert, 8 de maig de 1845 | | |   |

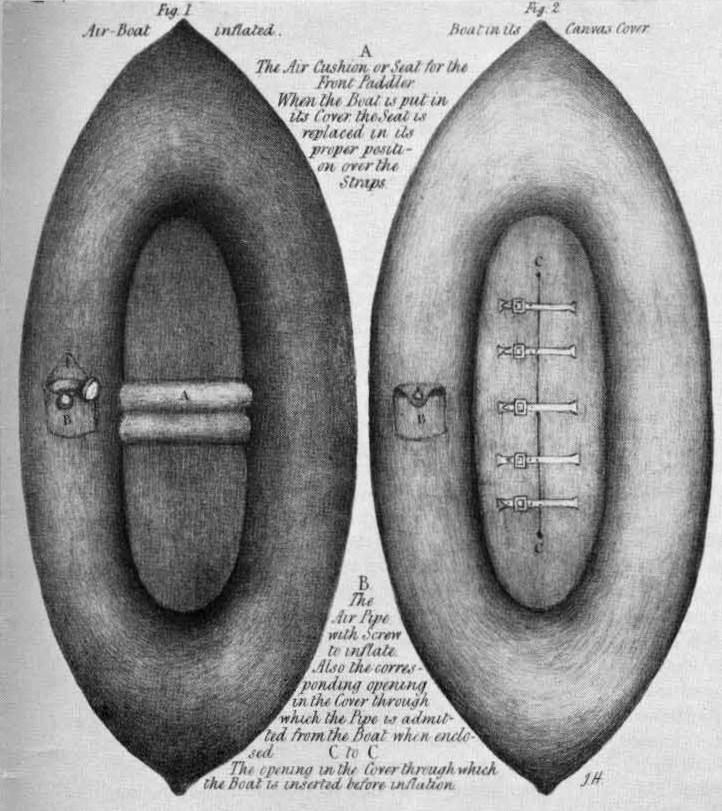
Un bot Halkett per a dues persones, amb el seu mantell de lona i sense.

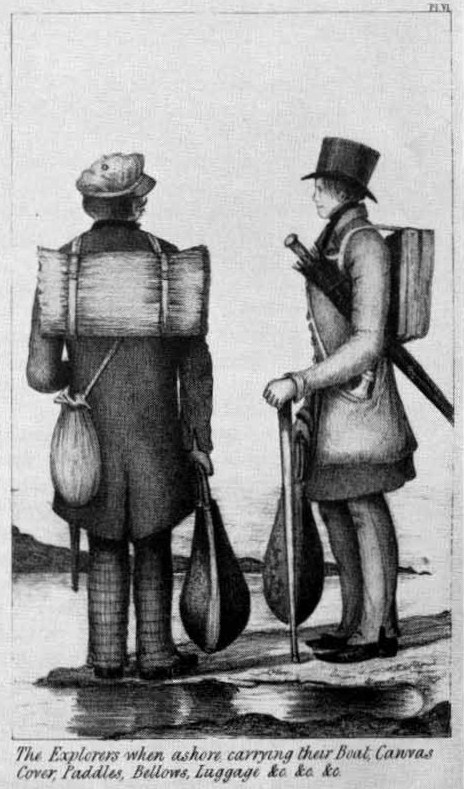
Un bot Halkett desinflat i recollit, al costat dels rems i la vela-paraigua.

Malgrat que els comandaments militars no incloguessin els dissenys de Halkett per a la Royal Navy, la variant per a dos passatgers va ser rebuda amb entusiasme pels exploradors. John Franklin en va comprar un per a la seva expedició de 1845, en la qual finalment tot el grup, compost per 129 persones que anaven amb dos vaixells, va desaparèixer. Franklin va considerar els bots Halkett tan essencials per viatjar al Canadà que va deixar el bot que destinava a la seva expedició a Sir George Simpson, governador en cap de la Terra de Rupert, per usar-lo en els seus viatges per la regió, després de sol·licitar-ne un altre a Halkett, que va aconseguir fabricar-lo a temps per a la seva última expedició.
John Rae, un conegut explorador procedent de les illes Òrcades i conegut pels inuits com a «ᐊᒡᓘᑲ» («Aglooka», aquell qui fa grans gambades), era en aquells temps cirurgià de la Companyia de la Badia de Hudson. Al contrari que la majoria dels europeus a l'Àrtida canadenca, Rae pensava que els oriünds del lloc sabien millor que ningú com sortir-se'n en les extremes condicions meteorològiques de la zona, per la qual cosa viatjava en l'estil esquimal, fent servir trineus i raquetes de neu i dormint en iglús. Rae va portar un bot Halkett en la seva primera expedició, el 1846, i va informar que era «molt útil per travessar el riu a la badia Repulse» i que, «malgrat l'ús constant durant més de sis setmanes en una costa rocosa, mai no va requerir la més mínima reparació», per la qual cosa «hauria de formar part de l'equipament de qualsevol expedició».
Desitjosos d'esbrinar què se n'havia fet, dels vaixells i dels homes de l'expedició de Franklin, la Royal Navy va enviar el 1848 un grup de recerca liderat per John Richardson i John Rae i equipat amb un bot Halkett proporcionat pel govern per investigar el destí de l'expedició perduda. L'equip va ser incapaç de localitzar Franklin i els seus homes, però el bot Halkett es va mostrar com una eina molt valuosa, i va ser usat fins i tot per transportar tot l'equip a través del riu en catorze trajectes. Rae va observar que, encara que la goma del bot es tornava rígida pel fred, no hi havia dificultat a escalfar-la perquè s'estovés quan calgués. Els bots Halkett també van ser utilitzats en l'expedició de l'HMS Enterprise a la recerca de Franklin, durant la qual es van fer servir per pescar.

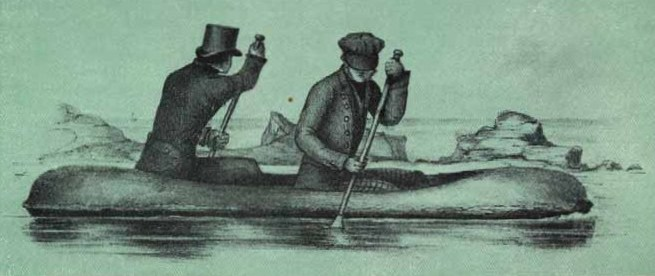
Un bot Halkett per a dues persones en funcionament.

El 1851, l'explorador francès Joseph René Bellot va organitzar una altra expedició per buscar Franklin patrocinada per l'esposa del capità desaparegut, Jane Griffin. Bellot va portar un altre bot Halkett en el seu viatge i va recollir en el seu diari que era «d'un immens valor en un país on la demanda de provisions de fusta fa impossible fabricar un rai»; la seva excursió, però, també va resultar un fracàs. No es van aconseguir resultats fins al 1853, quan una altra expedició liderada per Rae i equipada amb «dos magnífics bots Halkett» va localitzar un grup d'esquimals que recordaven haver vist uns homes arrossegant un bot quatre anys abans, pista que els va permetre trobar els seus cossos més endavant.

## Fracàs comercial
Malgrat haver estat presentats com a ideals per a la pesca en llac i la cacera d'ànecs, i d'haver estat exposats a la Gran Exposició de Londres de 1851, els dissenys de Halkett van ser un fracàs comercial i no es van fer servir mai fora del camp especialitzat de l'exploració canadenca.
El mateix Halkett, que havia estat ascendit a capità, va abandonar el projecte. Va morir als 65 anys. John Rae va donar el seu bot a l'expedició de la Pau de Kirkwall del 1853, però va quedar oblidat entre les bigues d'una serradora a Kirkwall. Va ser identificat i recuperat molts anys després, i actualment està exposat al museu de Stromness, a les illes Òrcades. Un segon exemple que ha sobreviscut es mostra a la col·lecció de la Companyia de la Badia de Hudson al museu de Manitoba.